# Clinton (Indiana)
Clinton és una població dels Estats Units a l'estat d'Indiana. Segons el cens del 2000 tenia 5.126 habitants.

## Demografia
Segons el cens del 2000, Clinton tenia 5.126 habitants, 2.124 habitatges, i 1.319 famílies. La densitat de població era de 883,6 habitants per km².
Dels 2.124 habitatges en un 28,9% hi vivien nens de menys de 18 anys, en un 46% hi vivien parelles casades, en un 12,7% dones solteres, i en un 37,9% no eren unitats familiars. En el 33,9% dels habitatges hi vivien persones soles el 17,4% de les quals corresponia a persones de 65 anys o més que vivien soles. El nombre mitjà de persones vivint en cada habitatge era de 2,29 i el nombre mitjà de persones que vivien en cada família era de 2,93.
Per edats la població es repartia de la següent manera: un 22,9% tenia menys de 18 anys, un 8,6% entre 18 i 24, un 26,3% entre 25 i 44, un 21% de 45 a 60 i un 21,2% 65 anys o més.
L'edat mediana era de 38 anys. Per cada 100 dones de 18 o més anys hi havia 77,1 homes.
La renda mediana per habitatge era de 29.330$ i la renda mediana per família de 36.692$. Els homes tenien una renda mediana de 28.294$ mentre que les dones 22.927$. La renda per capita de la població era de 14.601$. Entorn del 7,4% de les famílies i el 12,5% de la població estaven per davall del llindar de pobresa.